# Шевёж
Шевёж (фр. Cheveuges) — коммуна во Франции, находится в регионе Шампань — Арденны. Департамент коммуны — Арденны. Входит в состав кантона Западный Седан. Округ коммуны — Седан.
Код INSEE коммуны — 08119.
Коммуна расположена приблизительно в 210 км к северо-востоку от Парижа, в 90 км северо-восточнее Шалон-ан-Шампани, в 17 км к юго-востоку от Шарлевиль-Мезьера.

## Население
Население коммуны на 2008 год составляло 426 человек.
| 1962 | 1968 | 1975 | 1982 | 1990 | 1999 | 2008 |
| ---- | ---- | ---- | ---- | ---- | ---- | ---- |
| 222  | 273  | 270  | 341  | 391  | 419  | 426  |

## Экономика
В 2007 году среди 274 человек в трудоспособном возрасте (15—64 лет) 197 были экономически активными, 77 — неактивными (показатель активности — 71,9 %, в 1999 году было 68,3 %). Из 197 активных работали 179 человек (100 мужчин и 79 женщин), безработных было 18 (10 мужчин и 8 женщин). Среди 77 неактивных 28 человек были учениками или студентами, 26 — пенсионерами, 23 были неактивными по другим причинам.

## Достопримечательности
- Церковь Сен-Реми XI века. Исторический памятник с 1959 года.[3]
- Часовня Св. Онисима.
- Две водяные мельницы.
- Три прачечные.

## Фотогалерея

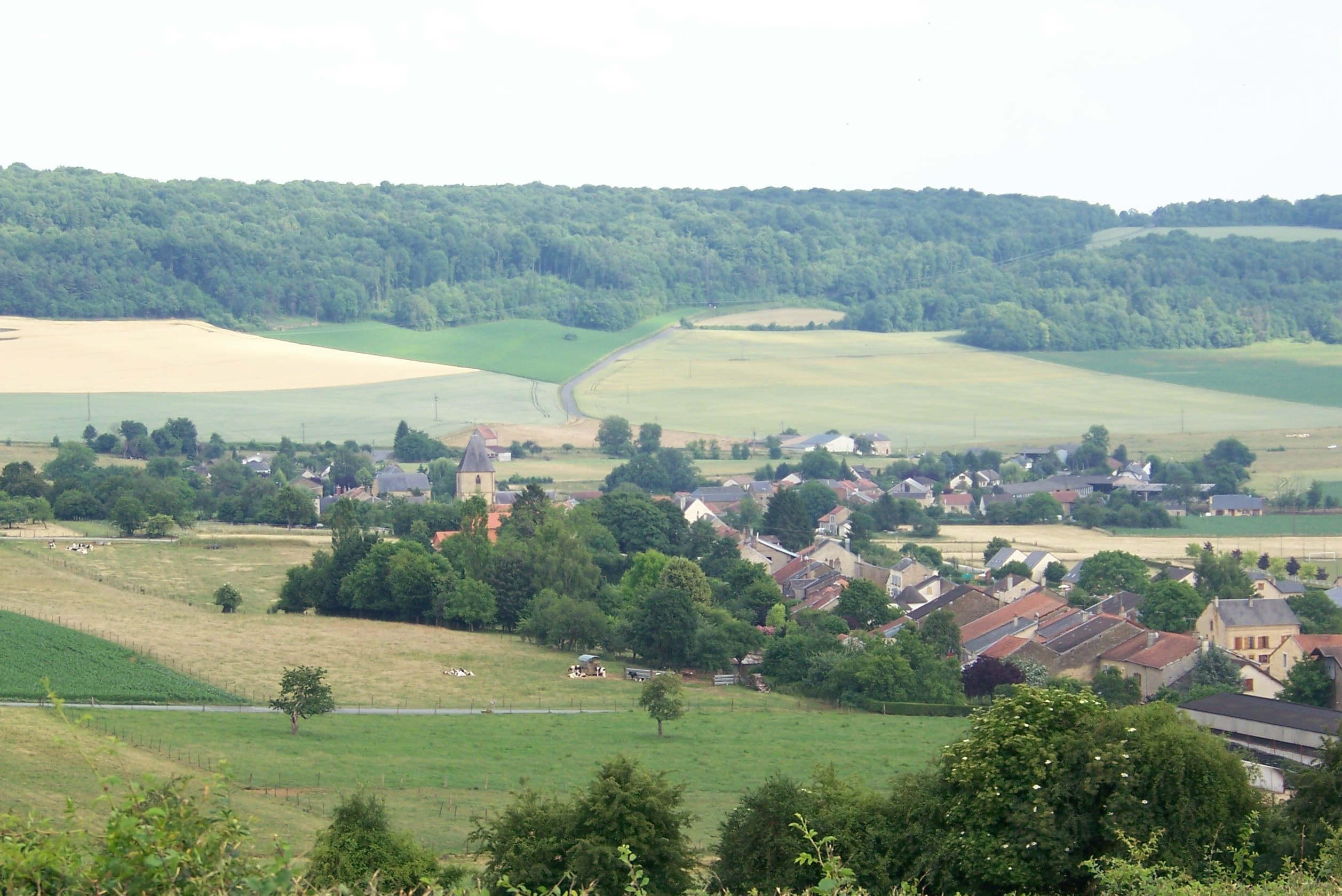
Шевёж
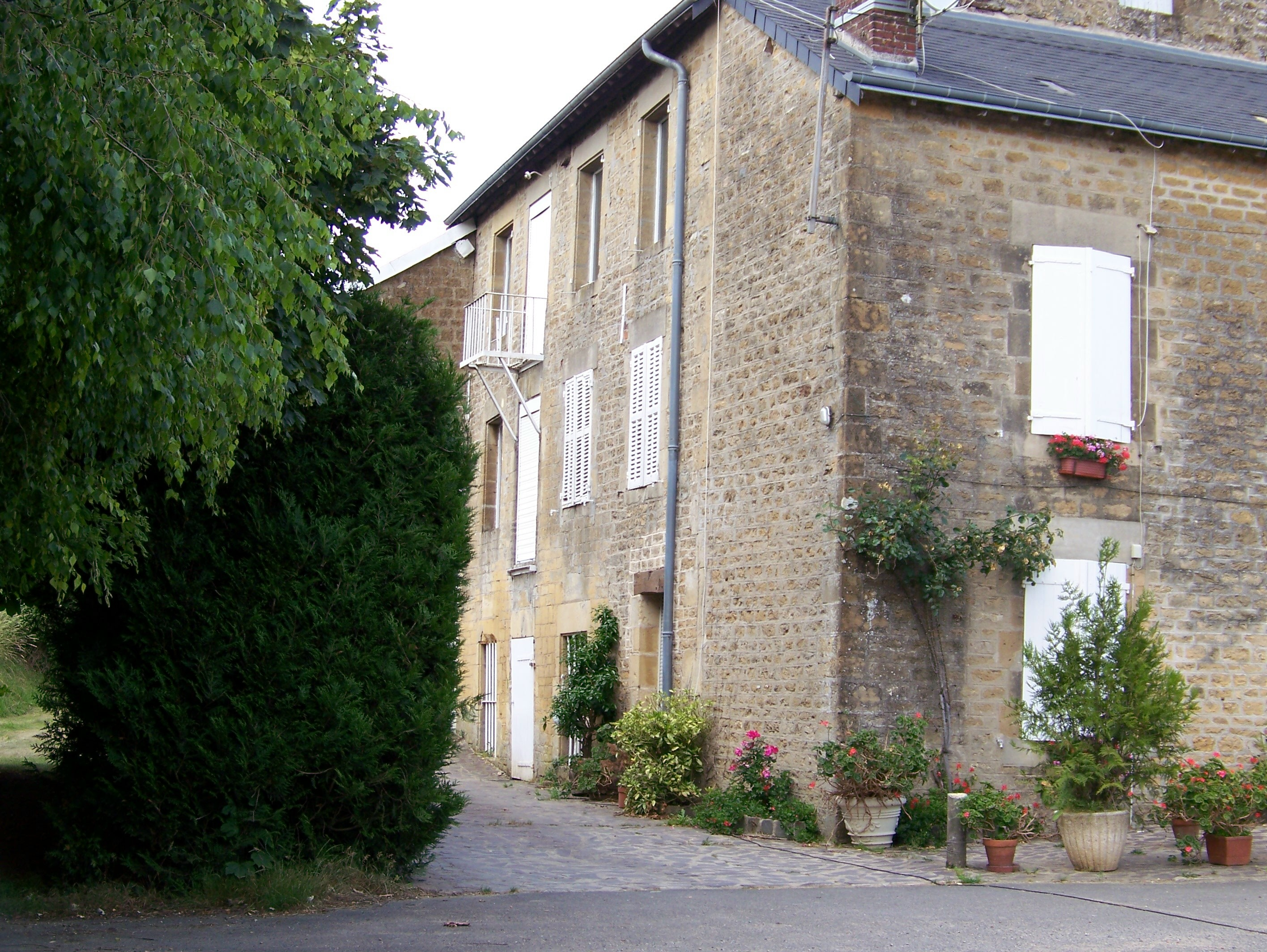
Водяная мельница
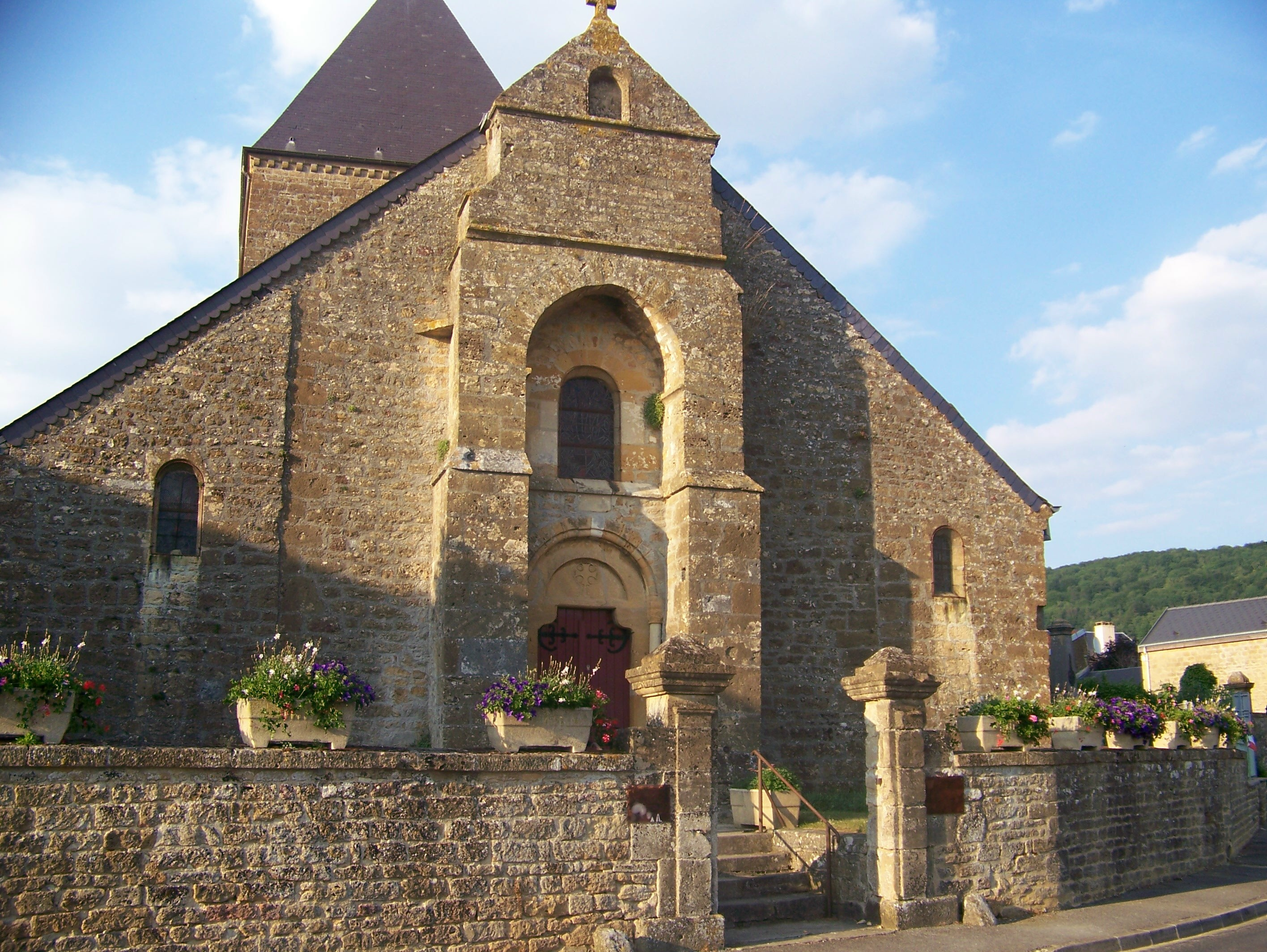
Церковь Сен-Реми
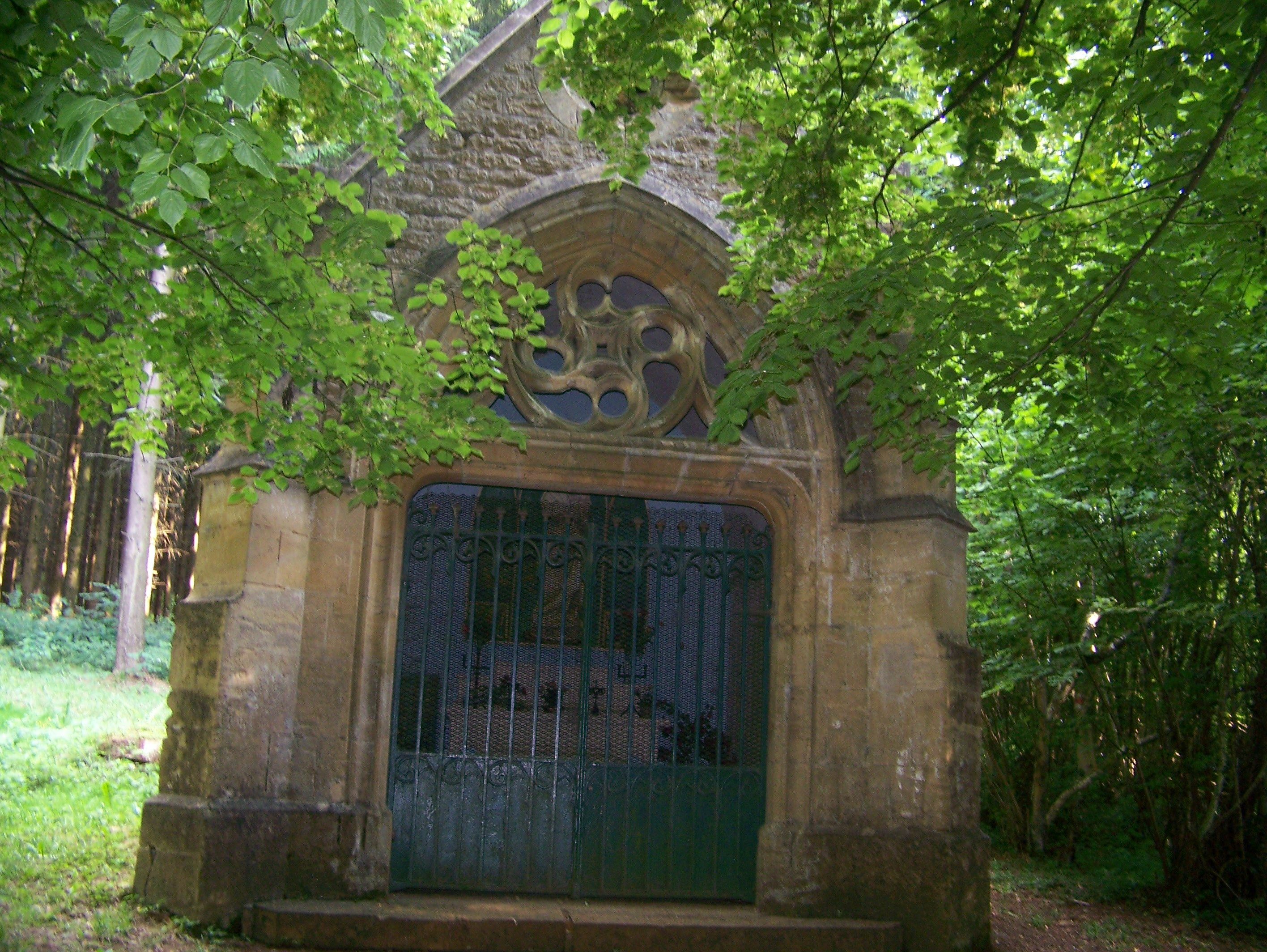
Часовня Св. Онисима